# کلالق (کلیبر)
کلالق یکی از روستاهای استان آذربایجان شرقی است که در دهستان پیغان‌چایی بخش مرکزی شهرستان کلیبر واقع شده‌است.
روستای کلالق در یک منطقه معتدل کوهستانی در بین کوه‌های بلند و با گردش آب و هوایی خاص قرار گرفته که میکرو کلیمای منحصر به فردی را به وجود آورده‌است. کلالق را می‌توان به عنوان ذخیره گاه و ژرم پلاسم اصلی زغال اخته در ایران حساب نمود.